# Llei de Grashof
La Llei de Grashof  estableix que un mecanisme de quatre barres té almenys una articulació de revolució completa, si i només si la suma de les longituds de la barra més curta i la barra més llarga és menor o igual que la suma de les longituds de les barres restants.

## Demostració

### Anàlisi d'una articulació de revolució completa
Donat un mecanisme qualsevol de quatre barres ABCD consecutives, s'analitzés l'articulació AB. Es defineix {\displaystyle \alpha } com l'angle relatiu entre les barres A i B, {\displaystyle \beta } com l'angle relatiu entre C i D, i {\displaystyle \delta } com la distància entre les articulacions BC i AD.
Se sap que pel teorema del cosinus:
{\displaystyle \Delta ^{2}=A^{2}+B^{2}-2AB\cos \alpha \quad i\quad \delta ^{2}=C^{2}+D^{2}-2CD\cos \beta }
sent el cosinus una funció fitada superiorment per una, es pot afirmar llavors la següent inequació:
{\displaystyle C^{2}+D^{2}-2CD\leq \delta ^{2}}
amb el desenvolupament del binomi del quadrat de la resta es dedueix (aplicant l'arrel quadrada als dos termes de la inequació):
{\displaystyle |C-D|\leq \delta }
Es pot observar també de l'anomenada desigualtat triangular que:
{\displaystyle \Delta \leq C+D}
d'ambdues es dedueix:
{\displaystyle |C-D|\leq \delta \leq C+D}
Si se suposa que l'articulació AB és de revolució completa, llavors
{\displaystyle \Delta _{min}=|AB|\ \quad i\quad \Delta _{max}=A+B}
Finalment, s'obtenen les relacions necessàries i suficients perquè l'articulació AB sigui de revolució completa:
{\displaystyle |AB|\geq |CD|\ \quad i\quad A+B\leq C+D}.

#### Anàlisi d'un mecanisme de quatre barres de longituds diferents
Es pren un mecanisme de quatre barres I, II, III i IV en qualsevol ordre tal que
{\displaystyle I>II>III>IV\quad (1)} (Els casos particulars s'analitzen més endavant)
Hipotèticament hi ha 6 tipus d'articulacions possibles: I * II, I * III, I * IV, II * III, II * IV i III * IV.
I de la relació (1) es desprenen:
{\displaystyle I+II>III+IV\quad (2)}
{\displaystyle I+III>II+IV\quad (3)}
{\displaystyle II-III<I-IV\quad (4)}
I * II no és de revolució completa doncs (2). Anàlogament (3) i (4) impedeixen que I * III i II * III ho siguin.
Analitzant l'articulació I * IV es nota que és necessari i suficient que es compleixin (4) i
{\displaystyle I+IV<II+III\quad (5)}
O equivalentment
{\displaystyle I-III<II-IV\quad (6)}
O
{\displaystyle I-II<III-IV\quad (7)}
Llavors són possibles articulacions de revolució completa: I * IV, doncs (4) i (5); II * IV, ja que (3) i (6), i III * IV, doncs (2) i (7).

#### Casos particulars
{\displaystyle I=II\neq III=IV\iff }
{\displaystyle I+II>III+IV\quad (2')}
{\displaystyle I+III=II+IV\quad (3')}
{\displaystyle II-III=I-IV\quad (4')}
I com a conseqüència l'única articulació que no és de revolució completa és la R * II
anàlogament es dedueix que si les barres són totes de la mateixa longitud totes les articulacions són de revolució completa.

## Corolarios
Si compleix (5) a més del teorema es compleix que:
- Si les barres són totes diferents, llavors només hi ha dues articulacions de revolució completa i articulen a la barra més petita.
- Si les barres són totes iguals, totes les articulacions són de revolució completa.
- Si hi ha un parell de barres iguals, i el parell de barres més grans està articulat entre si, aleshores aquesta és l'única articulació de revolució incompleta.